# Cassida lusitanica
Cassida lusitanica es un insecto coleóptero de la familia Chrysomelidae.
Fue descrita científicamente en 1993 por Sassi.